# This Is the Night (filme)
This Is the Night (bra: Esposa Improvisada) é um filme pre-Code estadunidense de 1932, do gênero comédia romântica, dirigido por Frank Tuttle, estrelado por Lili Damita, Charlie Ruggles e Roland Young, e coestrelado por Thelma Todd e Cary Grant. O roteiro de George Marion, Jr. e Benjamin Glazer foi baseado na peça teatral "Pouche" (1923), de René Peter e Henri Falk; e na peça teatral "Naughty Cinderella" (1925), de Avery Hopwood.
A trama retrata a história de dois amantes que tentam encobrir seu caso extraconjugal de qualquer forma.
As peças teatrais de Peter, Falk e Hopwood foram transformadas em filme em 1926 como "Good and Naughty", dirigido por Malcolm St. Clair, e estrelado por Pola Negri.
A produção marcou a estreia cinematográfica de Cary Grant.

## Sinopse
Claire Mathewson (Thelma Todd) é casada com o atleta Stephen Mathewson (Cary Grant), mas mantém um caso extraconjugal com o francês Gerald Gray (Roland Young). Quando Stephen retorna inesperadamente das Olimpíadas de Los Angeles, onde deveria competir no lançamento de dardo, ele descobre passagens de trem para uma viagem romântica em Veneza, na Itália, que Claire havia planejado com seu amante. O melhor amigo de Gerald, Bunny West (Charlie Ruggles), mente e diz que os ingressos são para Gerald e sua esposa inexistente. Gerald, sem saída, contrata Germaine (Lili Damita) para fingir ser sua mulher durante as férias, uma farsa que começa a dar errado quando ele e Bunny realmente se apaixonam por ela.

## Elenco
- Lili Damita como Germaine
- Charlie Ruggles como Bunny West
- Roland Young como Gerald Gray
- Thelma Todd como Claire Mathewson
- Cary Grant como Stephen Mathewson

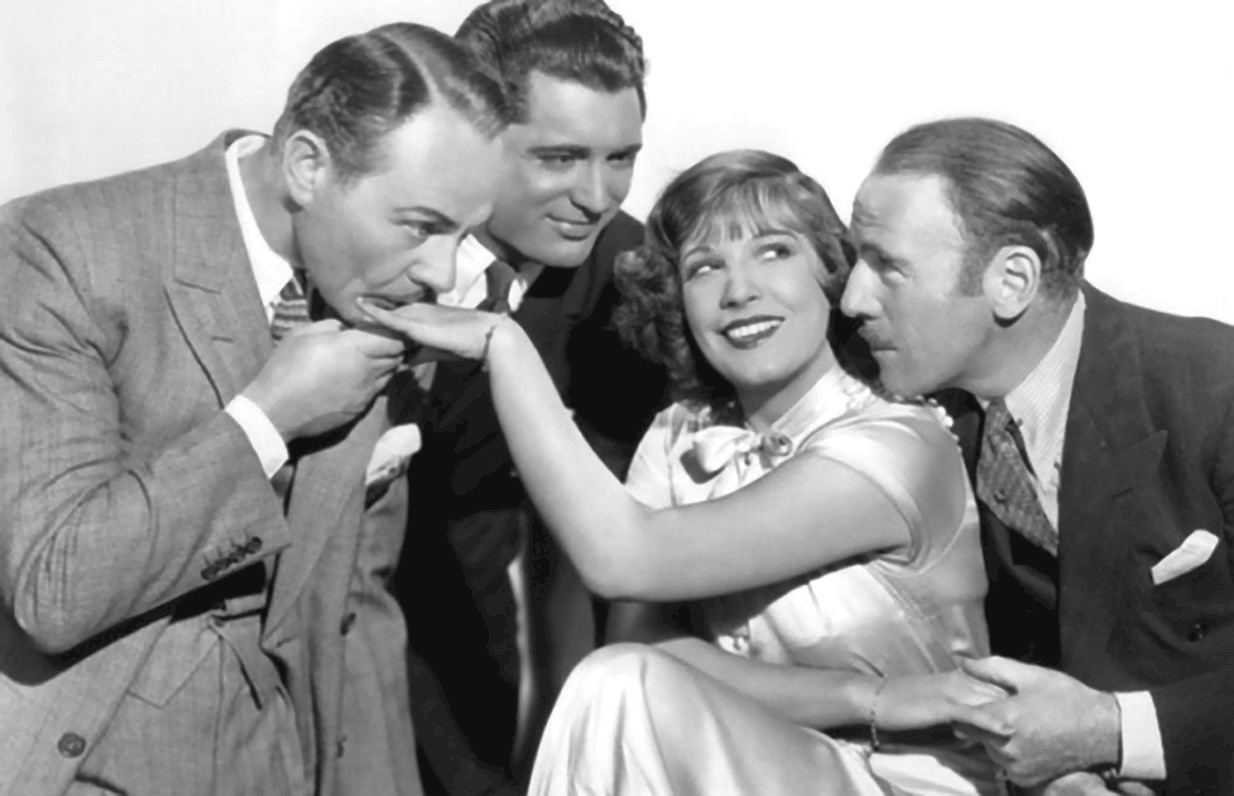
Charlie Ruggles, Cary Grant, Lili Damita e Roland Young em foto publicitária.

- Irving Bacon como Reynolds "Sparks", o motorista de Gerald

Não-creditados
- Claire Dodd como Chou-Chou
- Donald Novis como Gondoleiro
- Rolfe Sedan como Boulevardier
- Gino Corrado como Gerente de Hotel
- Alex Melesh como Porteiro
- Tiny Sandford como Porteiro

## Produção
Os títulos de produção do filme foram "Pouche", "He Met a French Girl" e "Temporary Fiancée".
Farsa maliciosa, típica do período pre-Code, o diretor Frank Tuttle inspirou-se no estilo de Ernst Lubitsch e Rouben Mamoulian, principalmente nas cenas iniciais.
Cary Grant não gostou do seu papel, achando inacreditável um homem aceitar a infidelidade da esposa tão tranquilamente. Depois de assistir o resultado final, ele decidiu deixar a indústria cinematográfica; seu amigo Orry-Kelly o convenceu do contrário.
As cenas noturnas do filme foram originalmente planejadas para terem a tonalidade azulada. A tonalidade foi aplicada na versão restaurada lançada em DVD pela Turner Classic Movies em 2011. No entanto, nas cópias mais recentes, antes da restauração, essa tonalidade estava ausente. A versão exibida na televisão nos anos 90 também não possuía a tonalidade, assim como a versão da box set "Cary Grant: The Vault Collection", lançada em 2016.

## Recepção
O filme recebeu uma recepção mista a positiva da crítica especializada. Um crítico do jornal The New York Times afirmou que "a trama mal vale a pena repetir, pois está ocupada apenas com os humores rituais da infidelidade e da embriaguez", mas elogiou as atuações de Roland Young, Charlie Ruggles e Claire Dodd, descrevendo-as como "muito habilidosas".
Mordaunt Hall, em sua crítica para o The New York Times, escreveu que "o filme [é] elegantemente montado e lindamente fotografado. O Sr. Young é um prazer de se ver. A Srta. Damita é vivaz e competente. O Sr. Ruggles rivaliza com o Sr. Young em aproveitar ao máximo as situações humorísticas. Thelma Todd se sai esplendidamente como Claire, e Cary Grant é eficiente como o destemido Stepan".
Bob Wagner, para a revista Script, achou que o filme foi feito em alto padrão, com uma fotografia "excepcionalmente bela". Ele ainda elogiou Cary Grant, que fez "uma atuação esplêndida".